# Tadao Andó

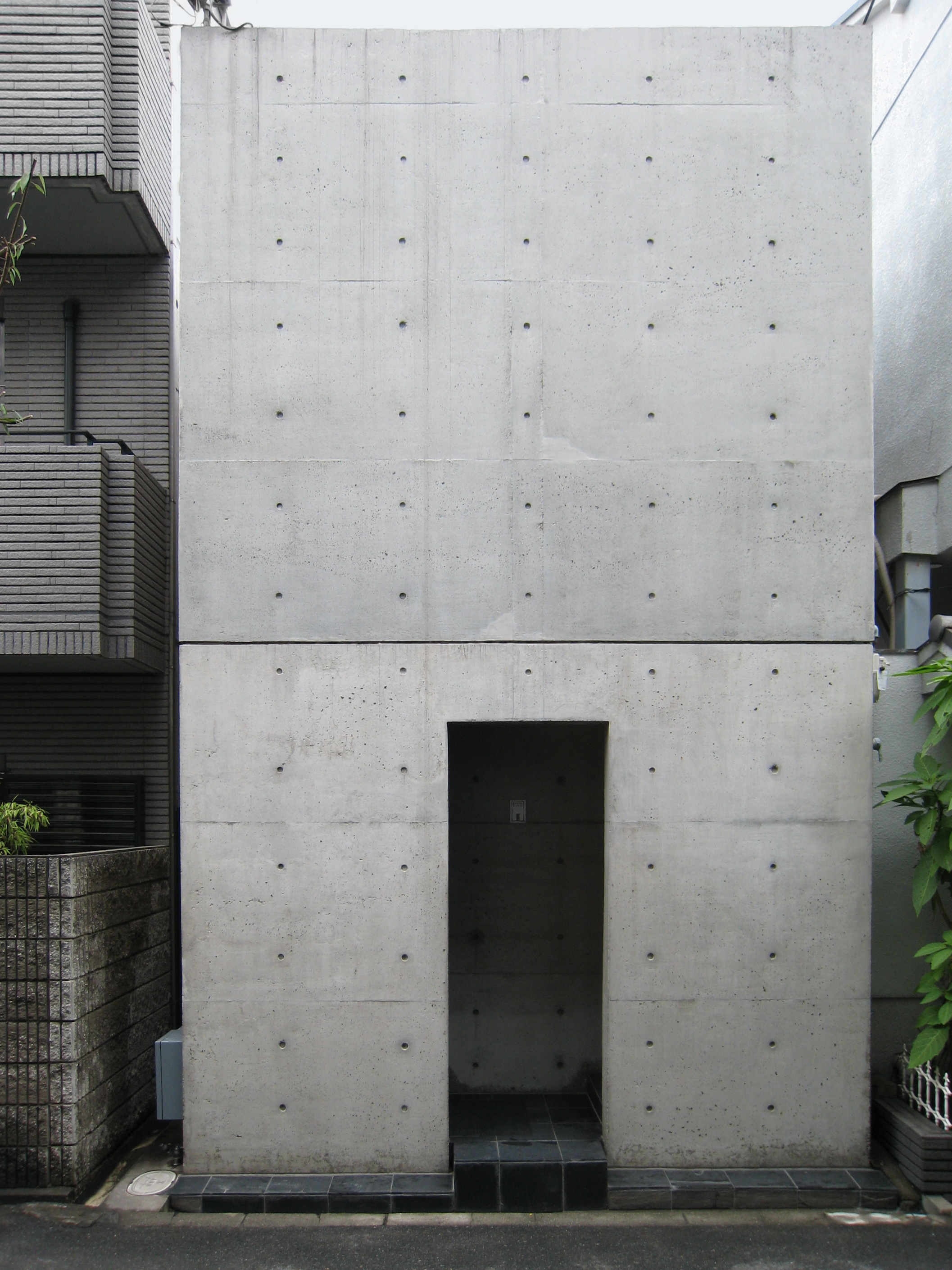
Row House (住吉の長屋）,Ósaka, Japonsko, 1976

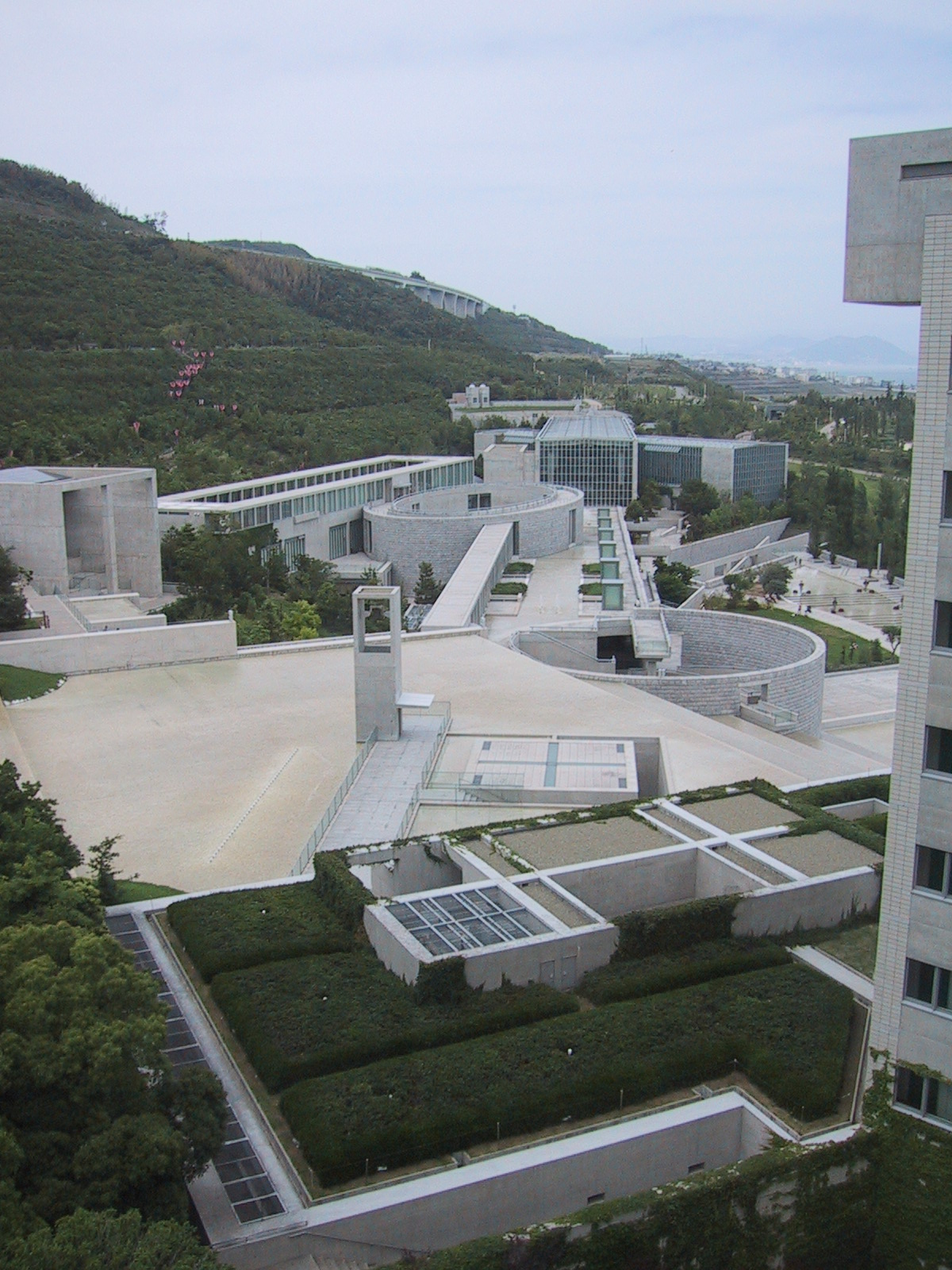
Westin Awaji Island Hotel

Tadao Andó (安藤忠雄, Andó Tadao, *13. září 1941, Prefektura Ósaka) je japonský architekt.
Tadao Andó vyrůstal v řemeslném prostředí. Na „high school“ objevil svou oblibu ve skicování a tak navštěvoval školu kreslení. Získával zkušenosti v mnoha architektonických kancelářích a kancelářích zabývajících se projektováním interiérů.
V roce 1969 si založil v rodné Ósace svou vlastní kancelář. V roce 1970 začal vytvářet prostory pro bydlení ve stále se měnícím urbanistickém prostředí. Nakonec začal vyvíjet nový způsob stavění budov na základě logiky a podmínek prostředí, ale nenechal se ovlivňovat změnami okolí. Dospěl k úspěchu, za velmi složitých podmínek, ve vytváření nezávislé architektury. Jeho dílem z tohoto období jeho tvorby je Row House  v Ósacké čtvrti Sumijoši (1975–76), za který v roce 1979 získal cenu Japonského architektonického institutu a stal se světově známým architektem.
Podle Tadao Andó jsou důležité pro architekturu tři věci:
- původní materiály – tj. pohledový beton a nenatřené dřevo (materiál je pro Andóa extrémně důležitou součástí konceptu. Pokouší se používat materiály – ať už přírodní či uměle vyrobené – v původní podobě bez následného opracování; standardní velikosti betonových bloků a skleněných tabulí zůstávají v původních rozměrech, dále neděleny),
- čistá geometrie jako v Pantheonu, která tvoří základ pro konstrukci,
- příroda – ne divoká, ale příroda upravená člověkem, která tvoří s tou divokou chaotickou přírodou kontrast.

## Vyznamenání

### Japonská vyznamenání
- Premio Imperiale – 25. října 1996[1]
- Řád kultury – 26. října 2010[2]

### Zahraniční vyznamenání
- rytíř Řádu umění a literatury – Francie, 1995
- důstojník Řádu umění a literatury = Francie, 1997
- velkodůstojník Řádu italské hvězdy – Itálie, 16. ledna 2013[3]

## Výběr z díla
- Row House (1975–76)
- Town House v Kujo (1981–82)
- Nakayama House (1983–85)
- Kidosaki House (1982–86)
- I House (1985–88)
- Koshino House (1979–81, 1983–84)
- Iwasa House (1983–85)
- Chapel on Mount Rokko (1985–86)

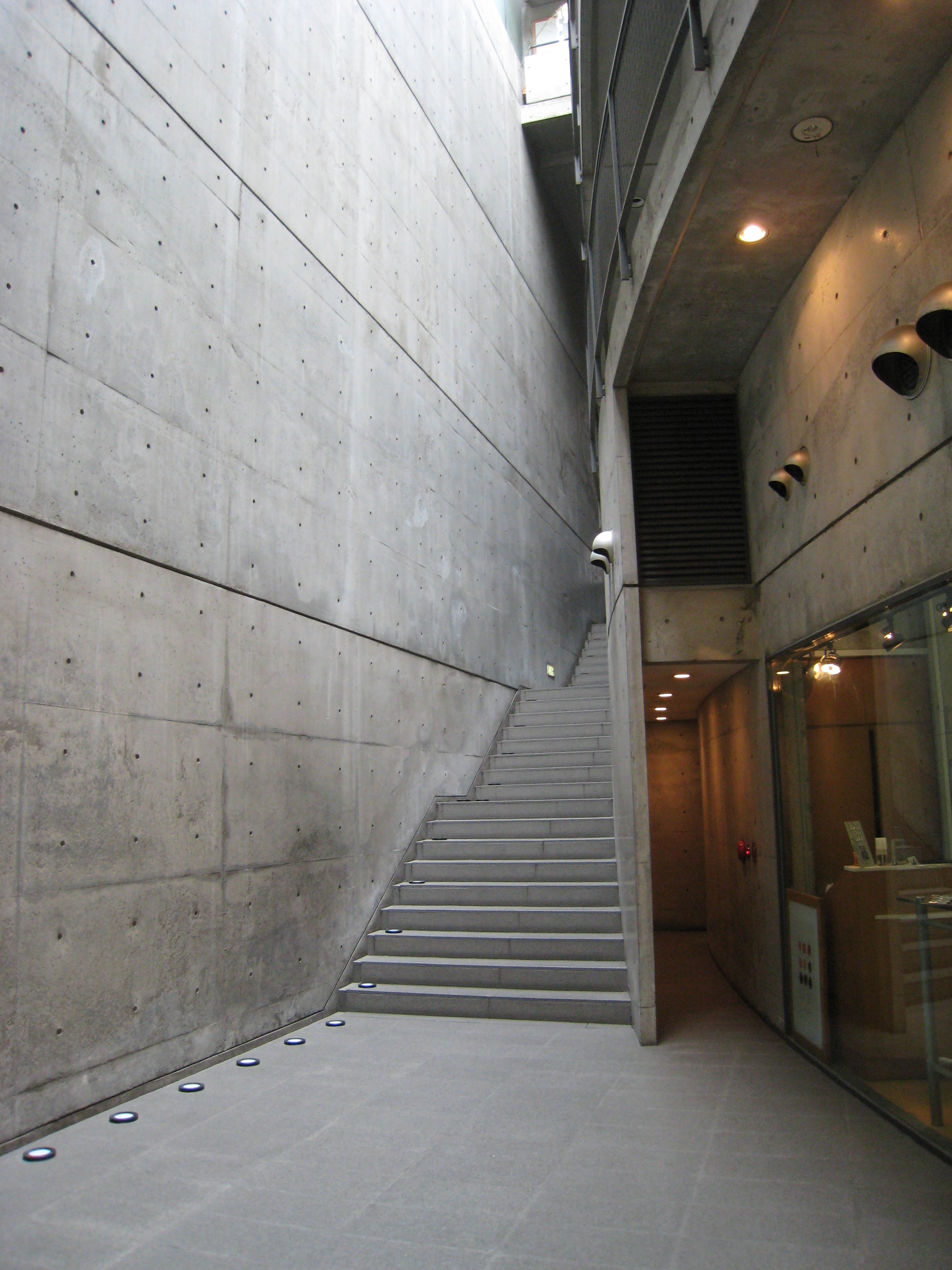
Galleria akka,Ósaka,1988